# Brimeura
Brimeura is een geslacht uit de aspergefamilie. De soorten komen voor in Zuidoost-Europa. Het geslacht is vernoemd naar de Nederlandse gravin Marie de Brimeu.

## Soorten
- Brimeura amethystina
- Brimeura duvigneaudii
- Brimeura fastigiata